# 严达夫
严达夫（1919年2月28日—2012年5月26日），原名严斯仁，字艾，江苏吴县安仁里（今江苏苏州吴中区东山镇人）。中华人民共和国媒体、教育人物。

## 简历

### 抗日战争时期
严达夫于1943年7月加入中共云南地下党，为地下党编辑刻印云南地下党的机关刊物《战斗月报》。
1944年1月，受共产党组织委派，严达夫和刘浩等人打入国民党机关报《云南民国日报》，利用该报合法地位进行党的新闻宣传工作，后国民党有所觉察，于同年五月对该报进行了改组，他们又全部撤出。10月，经殴根介绍，严达夫又进入《云南日报》做编辑和采访主任，中共交给达夫的任务是守住该党在《云南日报》的舆论阵地，利用该报扩大云南地方与国民党中央的矛盾，此举取得了很好的效果，为日后的卢汉起义作了前期舆论准备。
1945年初，根据共产党的指示，严达夫又转入《云南民国日报》，利用国民党的阵地进行中共的宣传工作。

### 第二次国共内战时期
1948年，严达夫担任中共地下党昆明市新闻界党小组长，领导昆明市新闻战线的宣传统战工作。公开身份是《新闻报》驻昆记者，《大公报》驻昆记者以及《平民日报》副总编。当时有合法公开的地址是上海《新闻报》驻昆办事处，这里是严达夫和利西的家，也是地下党活动的秘密基地，新闻界党小组常在这里开会。 
1949年6月，中共中央和中共北平市委决定停办《北平解放报》，动员报社干部南下。8月11日，这支队伍携带着毛泽东主席题写的三个“云南日报”报头南下。

### 中华人民共和国时期
1949年12月受中共滇黔贵边区党委指派，严达夫负责筹备出版《云南人民日报》，作为解放军接管云南前党的临时机关报。1950年，《云南人民日报》社长严达夫成为今《云南日报》的第一任部长，3月4日《云南日报》创刊出版。至此，南下干部全部接管了《云南日报》，地方新闻工作者全部退出，严达夫则调任昆明市委宣传科长。
1950年8月调任重庆《新华日报》编辑部新闻组长、驻云南记者站负责人。
1952年8月，鉴于“党对知识分子的团结改造”的工作需要，中共认为严达夫还是个可用之才，调他任中共云南省委宣传部学校教育处负责人兼昆明市第一女中校长，云南省人民政府文教委员会办公室付主任。
1954年5月任云南省人民委员会文教办公室秘书主任，主管全省文教工作。期间主要工作是对大学和中学的教师进行共产党的社会主义理论教育，在各大中小学演讲，当时在云南省文化教育界亦小有名气。
1959年9月，因创办曲靖师范学校需要大量文化人和领军文化人，严达夫调任曲靖师范学校任副校长主持工作。严达夫到任后，唯才是举，大胆启用一些有才华的年轻人，尽管这些人大都是“阶级出身高或曾被错划为右派，建立健全学校规章制度和教学秩序，实行全日制和半工半读、半农半读两条腿走路的教改方针，创办半农半读试点班，实施完成教学改革，在严达夫的领导下曲靖师范学校被评为云南省优秀学校。
1979年云南利用原北京林学院师资组建西南林学院。1980年4月，严达夫调任西南林学院教务处副处长，主持教务工作，使一个新建的大学逐步走上正轨，完成了学校正规化建设。直到1983年享受司局级待遇离休。
2012年5月26日严达夫在昆明逝世，享年94岁。